# Dawn of the World
Dawn of the World (L'Aube du monde; arabisch فجر العالم, DMG faǧr al-ʿālam) ist ein Spielfilm des irakischen Filmregisseurs Abbas Fahdel aus dem Jahre 2008.

## Handlung
Im Marschland von Mesopotamien, an der Mündung des Euphrat und Tigris im Süden Iraks liegt der biblische Garten Eden. Hier leben Mastour und Zahra, zwei irakische Marsch-Araber, deren fröhliche Hochzeit durch den Ausbruch des Irak-Iran-Krieges unterbrochen wird. Mastour wird an die Front geschickt, wo er auf Riad trifft, einen jungen Wehrpflichtigen aus Bagdad, mit dem er eine enge Freundschaft schließt.
Als Mastour tödlich verwundet wird, nimmt er seinem Kameraden und Freund Riad am Sterbebett das Versprechen ab, seine zurückbleibende Frau zu heiraten. So will er verhindern, dass ein Fremder sie ehelicht …

## Hintergrundinformation
Die meisten Marsch-Araber (Arab al-Ahwar) im südlichen Irak, auch Ma’dan genannt, sind Anhänger der schiitischen Richtung des Islam. Im ersten Golfkrieg wurden sie vom Regime Saddam Hussein als Kämpfer im Krieg gegen den Iran umworben. Nach dem zweiten Golfkrieg 1991 erhoben sich die Marsch-Araber gegen Saddams Regime – ihr Aufstand wurde brutal niedergeschlagen. Sümpfe und Flussarme des Siedlungsgebietes der Ma’dan und ihre einzigartige Kulturlandschaft wurden nach und nach systematisch ausgetrocknet. Von den ursprünglich 500.000 Bewohnern des Marschlandes leben nach unterschiedlichen Schätzungen nur noch 20.000 – 50.000. Der Rest wurde entweder hingerichtet oder vertrieben. Teile der Flora und Fauna des Gebiets wurden zerstört.

## Auszeichnungen
- Festival international du film asiatique de Vesoul, 2009:
  - Publikumspreis
  - NETPAC-Preis
- Centre national de la cinématographie:
  - Bestes Drehbuch